# Trachypus humilis
Trachypus humilis là một loài rêu trong họ Trachypodaceae. Loài này được Lindb. mô tả khoa học đầu tiên năm 1872.